# Brachyophis
Brachyophis, är ett monotypiskt släkte inom familjen stilettormar med bara en art, Brachyophis revoili, som delas upp i 3 underarter. 
Mycket lite om denna art är känt.

## Kännetecken
Ormen är giftig, men dess gift är förhållandevis milt och faran för människor är låg. Ormen har små svarta ögon med runda pupilrar, spetsig och platt nos, huvudet är ljust med svarta fläckar på ovansidan. Längd  20–32 cm, väldigt kort orm måtligt small, med väldigt kort svans som smallnar av snabbt till en trubbig svanstip. Huvudet är knappt synbart avskilt från resten av kroppen. Släta ryggfjäll.

## Utbredning
Arten lever i Somalia och Kenya.

## Levnadssätt
Lever gärna i höglands terräng med lös mark struktur, ruttnande grenar och löv.
Nocturnal (nattaktiv), marklevande orm som är anpassad för att gräva, ganska slö orm.

## Underarter
- B. revoili cornii
- B. revoili krameri
- B. revoili revoili